# Pierre Prévost
Pierre Prévost (Genebra, 3 de março de 1751 — Genebra, 8 de abril de 1839) foi um filósofo e físico franco-suiço.
Em 1791 mostrou que todos os corpos irradiam calor, sejam quentes ou frios.

## Vida
Nasceu na cidade de genebra, filho de um clérigo protestante.Abandonou uma carreira clerical em favor da lei, logo mudando sua atenção para a educação e as viagens. Tornou-se amigo íntimo de Jean Jacques Rousseau e, um pouco mais tarde, de Dugald Stewart, tendo-se anteriormente distinguido por traduzir e comentar Eurípides.
Frederico II da Prússia o manteve em 1780 como professor de filosofia e o tornou membro da Akademie der Wissenschaften em Berlim. Lá ele se familiarizou com Joseph Louis Lagrange e assim voltou sua atenção para as ciências físicas.
Depois de alguns anos dedicados à economia política e aos princípios das belas artes (sobre os quais ele escreveu, para as  Memórias de Berlim , uma dissertação sobre poesia) ele retornou a Genebra e começou seu trabalho com magnetismo e calor. Interrompido ocasionalmente em seus estudos por deveres políticos nos quais era freqüentemente chamado para a frente, ele permaneceu professor de filosofia em Genebra até ser chamado em 1810 para a cadeira de física.
Morreu em Genebra em 1839.

## Trabalho
Prévost publicou muito sobre filologia, filosofia e economia política, mas será lembrado principalmente por ter publicado, com acréscimos de sua autoria, o  Traité de physique  de Georges-Louis Le Sage , e por sua enunciação da lei da troca em radiação.
Suas contribuições científicas incluem De l'Origine des forces magnetiques, Mémoire sur l'Equilibre du feu, Recherches physico-mecaniques sur la chaleur, 
e Essai sur le calorique rayonnant.<ref>

## Ver Também
- Equilíbrio radiativo